# ديف كينان
ديف كينان هو سياسي كندي، ولد في 1951. حزبياً، نشط في Yukon New Democratic Party ‏. وقد انتخب عضو الجمعية التشريعية في يوكون ‏ (1996 – 2002).